# Palazuelo de Vedija
Palazuelo de Vedija es municipio y localidad española de la comarca de Tierra de Campos, situada en el noroeste de la provincia de Valladolid, comunidad autónoma de Castilla y León.

## Geografía
Se localiza a 10 km al NO de la ciudad de Medina de Rioseco, cabecera de la comarca, con la que linda. Limita además, en el sentido de las agujas del reloj, con los términos municipales de Villaesper, Morales de Campos, Villafrechós, Villamuriel de Campos, Aguilar de Campos, Moral de la Reina y Berrueces.
El paisaje es el característico de la Tierra de Campos, llano con algunas ondulaciones. El territorio está enteramente dedicado al cultivo, con la sola excepción de algunos ribazos y regatos, poblados de matorral bajo y juncos, respectivamente. No existen formaciones forestales, solo algunos chopos y encinas dispersos por caminos y regatos.
El sustrato es arcilloarenoso, poco pedregoso, permeable y fácil de trabajar, base para buenos suelos, lo que justifica la fama cerealista de la comarca de Tierra de Campos desde época romana.
El agua no falta en el subsuelo, pero no se ha practicado de forma significativa el regadío. El pueblo cuenta con un manantial de aguas ferruginosas que fue catalogado como mineromedicinal, pero cuyo consumo está ahora vedado, por las desviaciones de composición provocadas por las técnicas modernas de agricultura industrial. El suministro de agua a la población se asegura por un depósito elevado de ladrillo, situado en el barrio alto de San Mamés. El único curso de agua reconocible es el arroyo de Marrandiel, que desemboca en el río Sequillo más al Sur, en la linde entre Villagarcía de Campos y Villanueva de los Caballeros.

## Historia
Antiguo lugar de Behetría, en el siglo XIV Palazuelo fue parte de la merindad del Infantazgo de Valladolid, lugar solariego de Diego Pérez Sarmiento y de Velasco, Caballero de la Orden Real de la Banda en 1348, enemistado desde 1354 con el rey Pedro I de Castilla por el trato dado por éste a la joven Reina Consorte Blanca de Borbón, Adelantado Mayor de Castilla, y de Pedro Ruiz Sarmiento, caballero de la Orden Real de la Banda en 1332. 
Durante el Antiguo Régimen formó parte de los señoríos del Marqués de Alcañices, título de diciembre de 1533 por Carlos I de España a Francisco Enríquez de Almansa por sus acciones contra los Comuneros y Conde de Grajal de Campos, título de los De Vega, de 1599, por Felipe III de España. 
Tuvieron patronato en ella las órdenes del Santo Sepulcro y de San Juan de Jerusalén. Fue también solar de linajes hidalgos como el de los Cuadrilleros. El condestable Álvaro de Luna, favorito de Juan II, hizo prisionero en Palacios de Vedixa a Diego Sarmiento, adelantado de Galicia, por sus tratos con los Infantes de Aragón.

## Geografía humana

### Demografía
Cuenta con una población de 164 habitantes (INE 2024).
| Gráfica de evolución demográfica de Palazuelo de Vedija entre 1842 y 2021                                             |
| |
| Población de derecho según los censos de población del INE. Población de hecho según los censos de población del INE. |

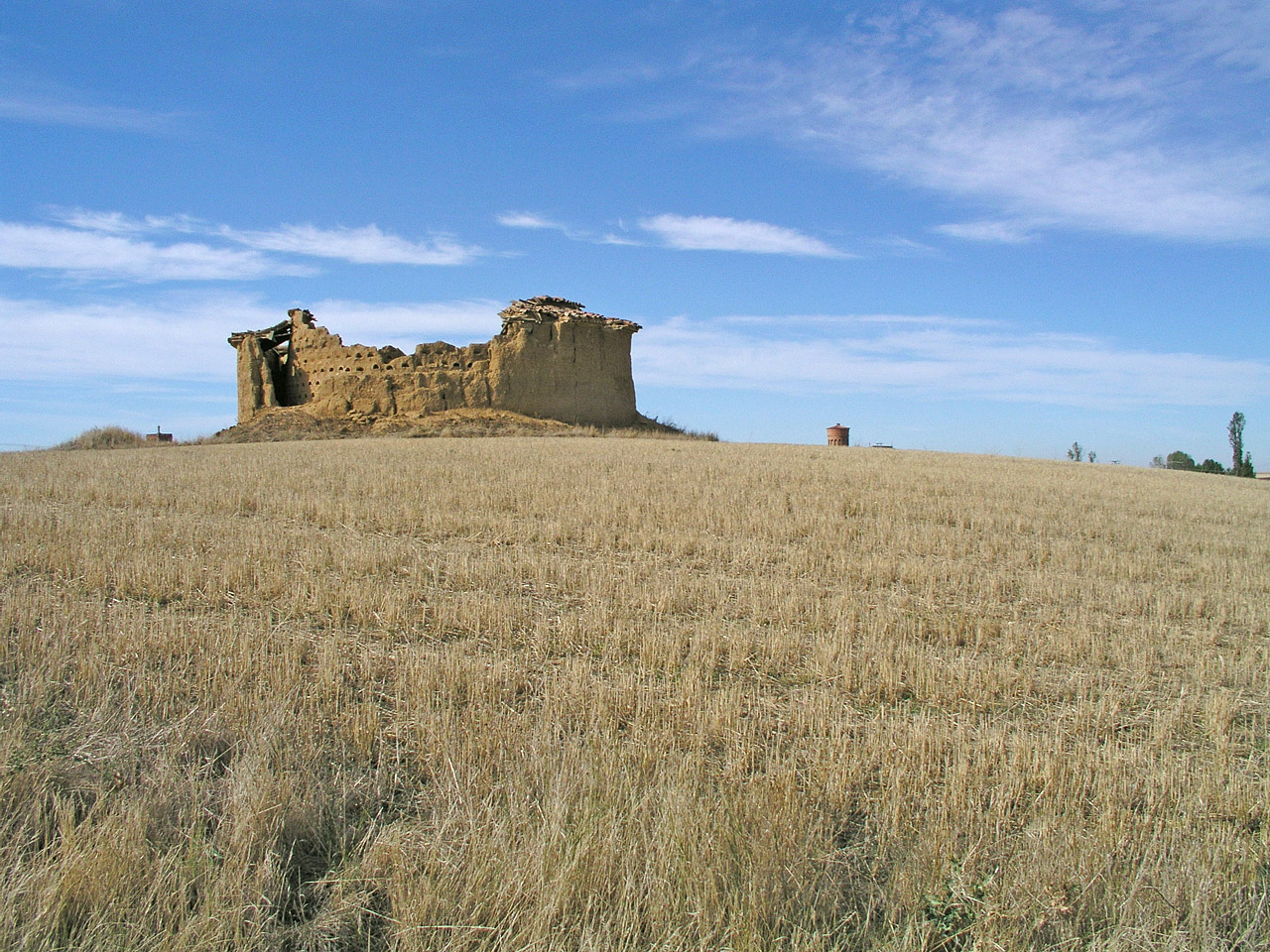
Palomar en ruinas en Palazuelo de Vedija

La emigración redujo la población a lo largo del siglo XX desde los 1197 habitantes del censo de 1900, a los 234 del censo de 2006, a los 221 del padrón de 2011 y a los 190 de 2018. La reducción más drástica se produjo en los años 60 y 70. La pirámide de población está muy empobrecida de jóvenes, como en la mayoría de los pueblos agrícolas de esta región y de otras. Los escasos niños acuden al Colegio Rural Agrupado Campos Góticos, en Medina de Rioseco.

### Economía
La dedicación tradicional de sus habitantes se ha repartido entre la agricultura cerealista, principalmente trigo y cebada, la cría del cerdo y la ganadería ovina.
La concentración parcelaria se hizo en torno a 1970, reuniéndose las propiedades en parcelas grandes de varias decenas de hectáreas, y sustituyendo la estructura histórica de los caminos por otra renovada, lo que dio lugar a una homogeneización aun mayor del paisaje, que ya era antes muy uniforme. 

#### Porcino
La cría del cerdo tiene una larga tradición, que ha dado fama a sus habitantes, a los que se ha llamado marraneros por la región.
Para la cría del cerdo se importaban bellotas extremeñas, y las piaras eran conducidas en carros, y en otros casos a pie, a los mercados de la región. El ayuntamiento levantó un monumento al marranero en la plaza Mayor. Importante para el crecimiento de esta industria fue el ferrocarril Valladolid-Rioseco-Palanquinos, con ramales desde Medina de Rioseco, conocido como «el tren burra», inaugurado en su primer tramo en 1884, y que dejó de funcionar en 1969. El tramo Medina de Rioseco-Palanquinos, que pasaba por esta población, se inauguró en 1915.
Una prueba de la importancia del cerdo es el número de tratantes de cerdo que hubo. En el Catastro de Ensenada de veintiuno de marzo de mil 1752 se identifican 21 tratantes en cerdos y 5 tratantes en gallinas. Esta tradición se cortó bruscamente con la epidemia de peste porcina africana, que desde 1960 impidió la exportación de los productos del cerdo y obligó a limitar o impidió la movilidad de las animales.

#### Ovino
Hasta hace pocos años eran aún numerosos y abundantes en cabezas los rebaños de ovejas churras, explotadas para la leche, la carne y la lana. Pernoctaban en corrales de la periferia del pueblo, alimentándose durante el día de la vegetación de los ribazos y de los rastrojos.

#### Viticultura
Antes de la plaga de filoxera a principios del siglo XX, abundaban los viñedos, llamados aquí majuelos, pero no queda apenas rastro de este pasado, salvo las bodegas de que aún disponen muchas casas y algunos topónimos.

#### Turismo rural
Las fiestas del pueblo, sobre todo las de San Mauricio, con la vaca enmaromada, atraen muchos visitantes. Existen además dos casas rurales. Algunos tramos de la antigua vía férrea han sido adoptados en otros municipios regularmente como vías verdes, y la misma función es promovida para el conjunto del tramo Rioseco-Palanquinos con el nombre «Ruta verde, la Vía» y una longitud de 73km. 

## Patrimonio

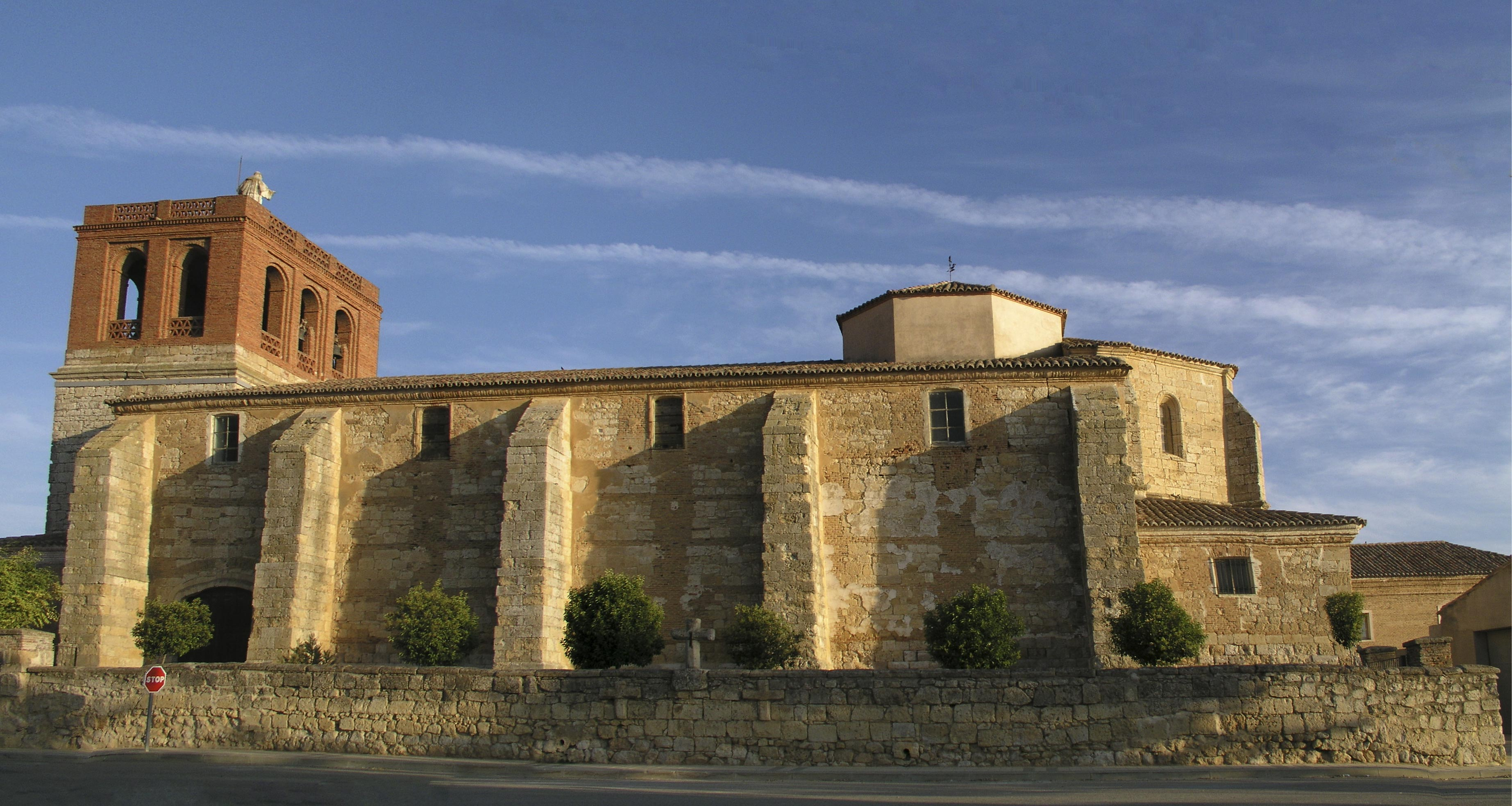
Iglesia de Nuestra Señora del Barruelo

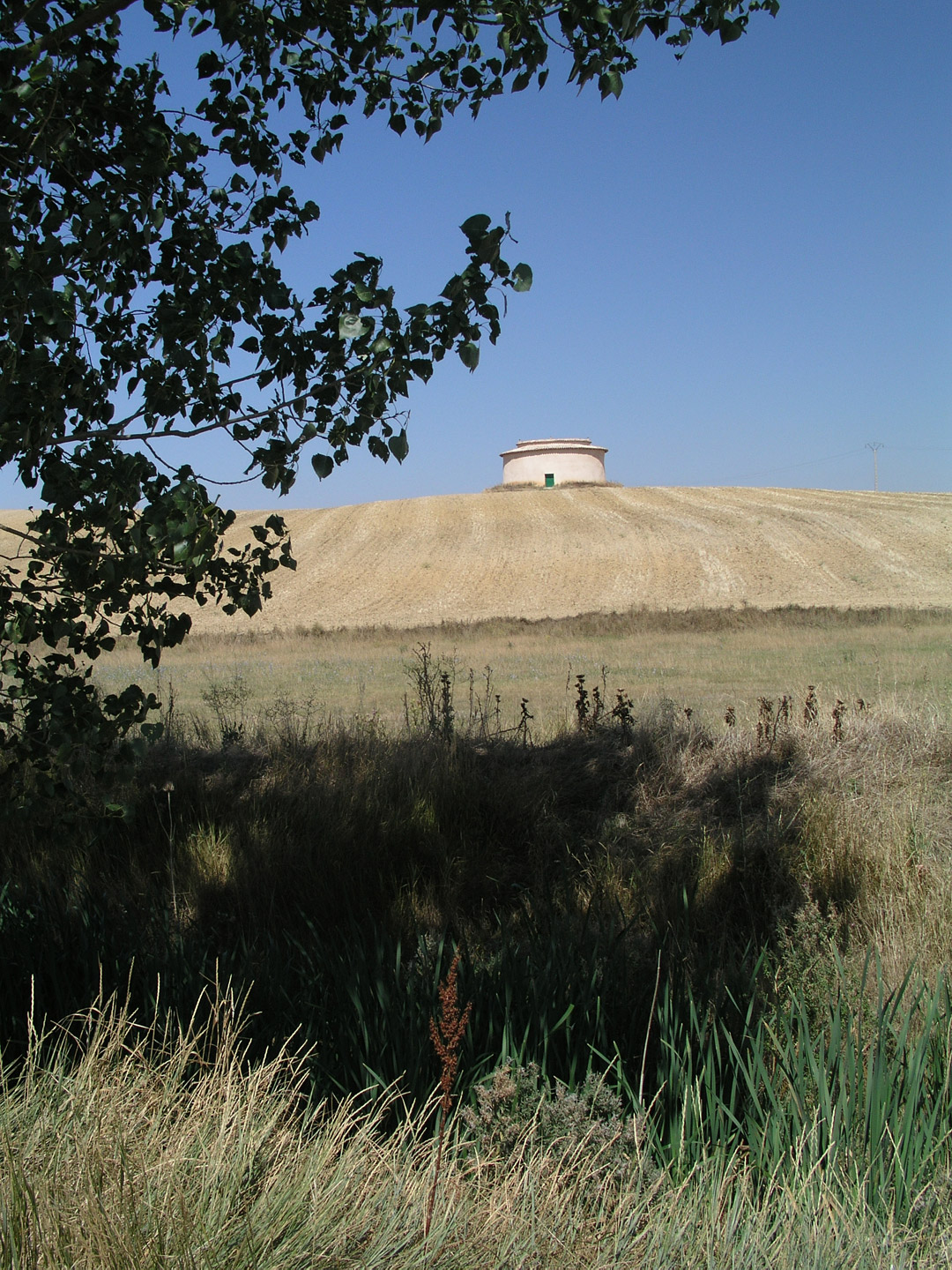
Un paisaje llano, en el que los árboles escasean más que los palomares

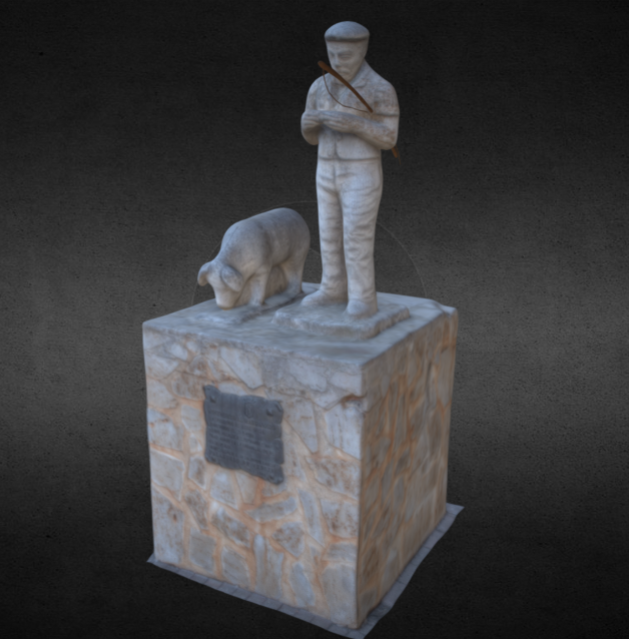
Estatua Marranero en 3D para poder observar la estatua por todos los ángulos y con sus texturas reales

El pueblo llegó a contar con cuatro iglesias, San Juan, Santa María, San Mamés y Nuestra Señora del Barruelo, siendo esta última la única que ha sobrevivido hasta la actualidad. 
La iglesia de Nuestra Señora del Barruelo es un edificio iniciado en el siglo XVI y reconstruido en el siglo XVIII. Cuenta con una planta de tres naves, con ábside poligonal y crucero coronado por una cúpula sin linterna. Es notable el altar mayor, barroco, del siglo XVIII, con una imagen de la Asunción debida al cincel de Mateo Enríquez, y un altar de San José. La iglesia contaba con un excelente órgano del siglo XVII, del que el pueblo solo conserva la caja. La iglesia cuenta con una única torre, rematada en ladrillo, que ha pasado por diversas reconstrucciones. La imagen de Cristo Rey que la corona fue añadida en la última, en sustitución de otra anterior.
El edificio civil más importante es el palacio de los Cuadrilleros, sede del Ayuntamiento, catalogado como monumento desde 1996. Es un edificio neoclásico de dos plantas, con un patio de columnas y empedrado que fue objeto reciente de restauración. Existen algunas otras casas de mérito.
La arquitectura popular, como en el resto de Tierra de Campos, se basa en edificios de una o dos plantas, con sobrado, hechos de ladrillos de adobe y revocadas con barro reforzado con paja. La base de los muros es a menudo de mampostería compuesta con piedra calcárea.
Todavía se sostienen en pie algunos palomares, entre las ruinas de muchos otros, y algunos han sido reparados recientemente con obra de ladrillo. Son de adobe, de planta circular o, más raramente cuadrada, con dos pisos la mayoría, pero los hay de uno y hasta de cuatro. Se encuentran fuera del casco pero cerca del pueblo.

## Fiestas
Se festeja a Nuestra Señora de la Asunción (la «Virgen de Agosto», el día 15) y también a San Isidro (15 de mayo). Más específica es la celebración de las fiestas en honor del patrón, San Mauricio (22 de septiembre).
En las fiestas patronales se corren vaquillas, y es famosa la modalidad de vaca enmaromada, sobre todo después de que ésta fuera la primera localidad en ver reconocido su carácter histórico, al poder mostrar documentalmente una antigüedad superior a 200 años.
Desde hace algún tiempo se celebra además una fiesta de la matanza, en el primer sábado de febrero, destinada a promover la industria local del cerdo. Ésta, como la anterior, han servido para poner al pueblo en el punto de mira de las organizaciones en defensa de los animales.